# Фарім
Фарім (порт. Farim) — місто в Гвінеї-Бісау, що належить до однойменного сектора, столиця регіону Ойо. Розташоване на північному березі річки Кашеу.
Згідно з демографічним переписом 2009 року у секторі проживало 48 264 жителів з них 8 661 житель проживав у міській зоні Фарім, розподіленій на території площею 1 531,5 км² .

## Географія
Розташоване трохи нижче стику річок Джумбембем і Канджамбарі, які утворюють річку Кашеу, у високогірному районі, будучи лише однією з двох регіональних столиць Гвінеї за межами низовинних районів.
Фарім знаходиться приблизно за 200 км вище за течією від міста Кашеу, приблизно за 115 кілометрів від Бісау і недалеко від кордону з Сенегалом.

### Клімат
Місто знаходиться у зоні, котра характеризується кліматом тропічних саван. Найтепліший місяць — травень із середньою температурою 30 °C (86 °F). Найхолодніший місяць — грудень, із середньою температурою 24.4 °С (75.9 °F).
| Клімат Фаріма           | Клімат Фаріма | Клімат Фаріма | Клімат Фаріма | Клімат Фаріма | Клімат Фаріма | Клімат Фаріма | Клімат Фаріма | Клімат Фаріма | Клімат Фаріма | Клімат Фаріма | Клімат Фаріма | Клімат Фаріма | Клімат Фаріма |
| Показник                | Січ.          | Лют.          | Бер.          | Квіт.         | Трав.         | Черв.         | Лип.          | Серп.         | Вер.          | Жовт.         | Лист.         | Груд.         | Рік           |
| Середня температура, °C | 24,7          | 26,6          | 28,4          | 29,4          | 30            | 28,8          | 27,2          | 26,9          | 27            | 27,7          | 26,7          | 24,4          | 27,3          |
| Норма опадів, мм        | 0             | 0.5           | 0             | 0.1           | 18.5          | 135.9         | 317.7         | 431.5         | 337.6         | 140.3         | 9.7           | 1             | 1392.8        |
| Днів з опадами          | 0,2           | 0,4           | 0,2           | 0,5           | 2,2           | 8,9           | 16,4          | 20,3          | 17,6          | 8,5           | 1,2           | 0,4           | 76,8          |
| Вологість повітря, %    | 43            | 43.2          | 42.4          | 45.3          | 54.3          | 67.3          | 77.4          | 81.9          | 83.8          | 77.3          | 64.4          | 50.4          | 60.9          |
| ----------------------- | ------------- | ------------- | ------------- | ------------- | ------------- | ------------- | ------------- | ------------- | ------------- | ------------- | ------------- | ------------- | ------------- |
| Джерело: Weatherbase    |               |               |               |               |               |               |               |               |               |               |               |               |               |

## Етимологія
Назва міста та сектора походить від слова «фарім (farim)», яке було титулом місцевого короля народу мандінка. У свою чергу, мандінка та сонінке називали поселення «Тубабодага», що означає «село білих».

## Історія

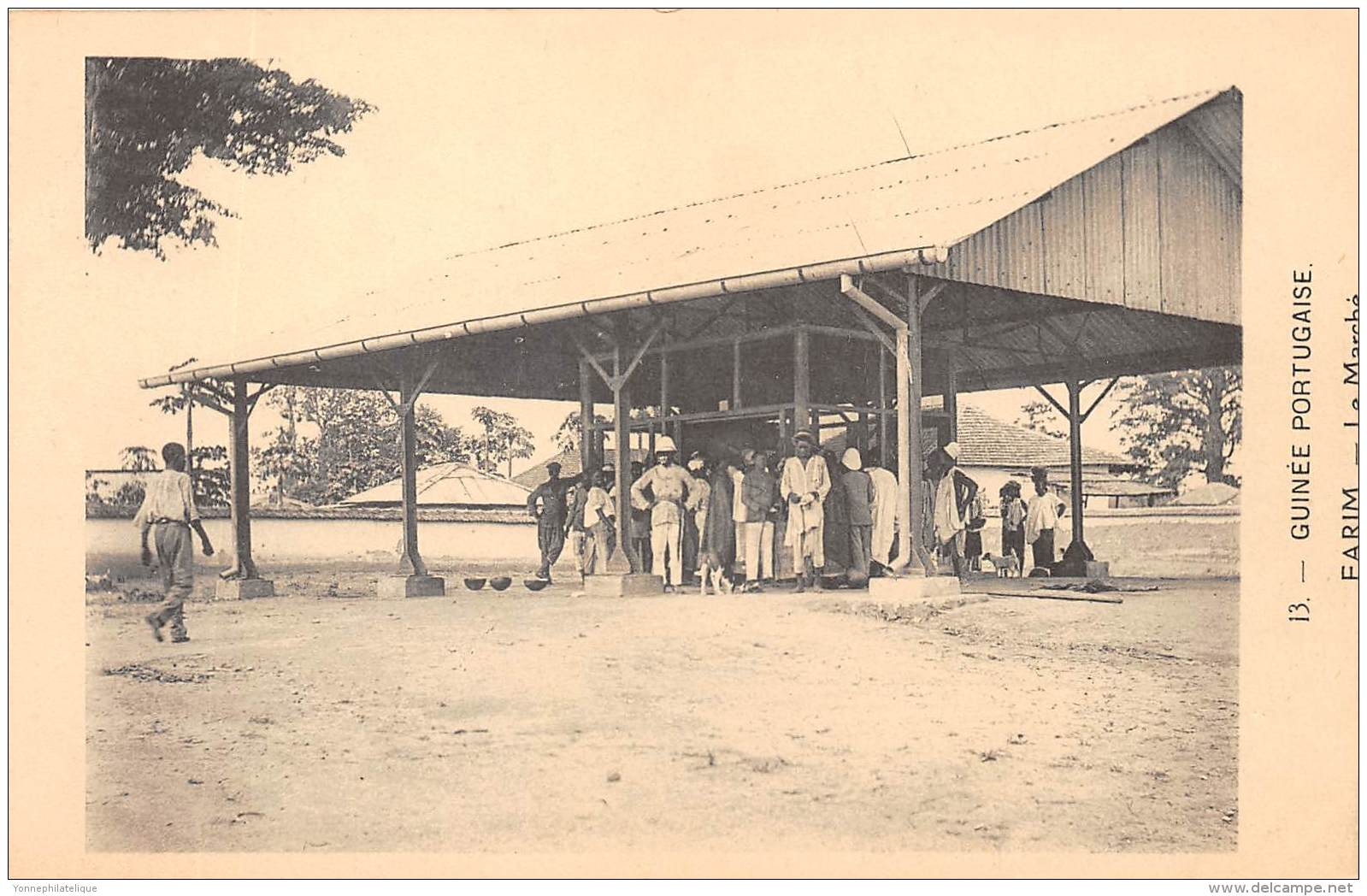
Переробник зерна та мішок та його робітники у Фарімі у 1900 році.

Першим португальським поселенням в регіоні був Кашеу, поселення, засноване в 1588 році і адміністративно підпорядковане архіпелагу Кабо-Верде. Після Португальської реставрації (1640 р.) Заселення регіону відновилося, в основному у гирлах річок Казаманс, Кашеу, Геба та Буда, і було зосереджене на торгівлі рабами.

### Заснування
Фарім був заснований приблизно в 1641 році генерал-капітаном Кашеу, який завербував біженців із Геби для переїзду в місце, менш вразливе для нападів африканських племен. За своєю основою він був добре розташований як порт, оскільки річка постійно давала можливість плавати на вітрильних кораблях з Кашеу. Як в інших місцях, факторія у Фарімі мала на меті здійснювати торгівлю рабами з Каабу, до складу якого, крім Казамансу, входили Гвінея-Бісау та Гамбія, які населяли різні етнічні групи, такі як джола (більшість зникла до наших днів), фульбе, банту та манджако.
Село стало колоніальною в'язницею і отримало гарнізон за наказом від 10 листопада 1696 р. у відповідь на напад місцевих жителів з околиць нинішнього селища Канісо, що стався в березні того ж року. Наступного року війська Канісо знову спробували зайняти місце, але безуспішно. Незважаючи на ці події та враховуючи те, що торгівля рабами була зосереджена на узбережжі, віддаленість від таких центрів означала, що район залишався загалом мирним, що спричинило поступове ослаблення оборонних споруд.
Другий серйозний конфлікт стався 1 грудня 1846 р., коли Оноріо Баррето повинен був направити експедицію проти юнг з Фаріма, які погрожували місцевому гарнізону. Після цього конфлікту португальці прагнули гарантувати безпеку місцевості, побудувавши підкріплення у фортифікаційних спорудах в 1875 році, на додаток до укладення важливого мирного договору з Дембелем, королем королівства Фуладу.
Село було базою операцій проти народу баланте під час першого (1897 р.) та другого (1902 р.) великого колоніального натиску, коли португальці намагались змусити місцеві народи заплатити встановлені податки; португальські війська зазнали деморалізуючих поразок.

### XX століття

Початкова школа в Канджамбарі, в 1974 році; база знаходилась в околицях Фаріма.

Королівським дипломом від 1906 року територія Гвінеї була поділена на муніципалітет (Болама) та шість резиденцій: Бісау, Кашеу, Фарім, Геба, Касін та Буба. Кашеу залишався столицею району Кашеу, але втратив більше половини земель, утворивши райони Фарім (сучасний Ойо) та Геба (сучасний Бафата). Фарім стає столицею однойменного району.
4 серпня 1913 року Фарім отримав титул селища. Статус села ще не був найбільш підходящим для столиць підрозділів першого рівня, але він був більш відповідним, ніж статус села.
Фарім почав серйозно зростати між 1910 і 1930 роками, коли в селі оселилися понад двадцять торгових фірм, які зазнали напливу ліванських та сирійських торговців, які зосереджувались переважно на арахісовому та деревообробному бізнесі .
У 1960-х Фаріму надано статус міста.
Економіка сильно постраждала від війни за незалежність Гвінеї-Бісау в 1960—1970-х роках. Деякі з основних та найбільш організованих баз повстанців знаходились в околицях Фаріма.

### Демографія
Найбільшими етнічними групами в місті-секторі є мандінка і бульбе, багато жителів є представниками загальногвінейського походження.

## Інфраструктура

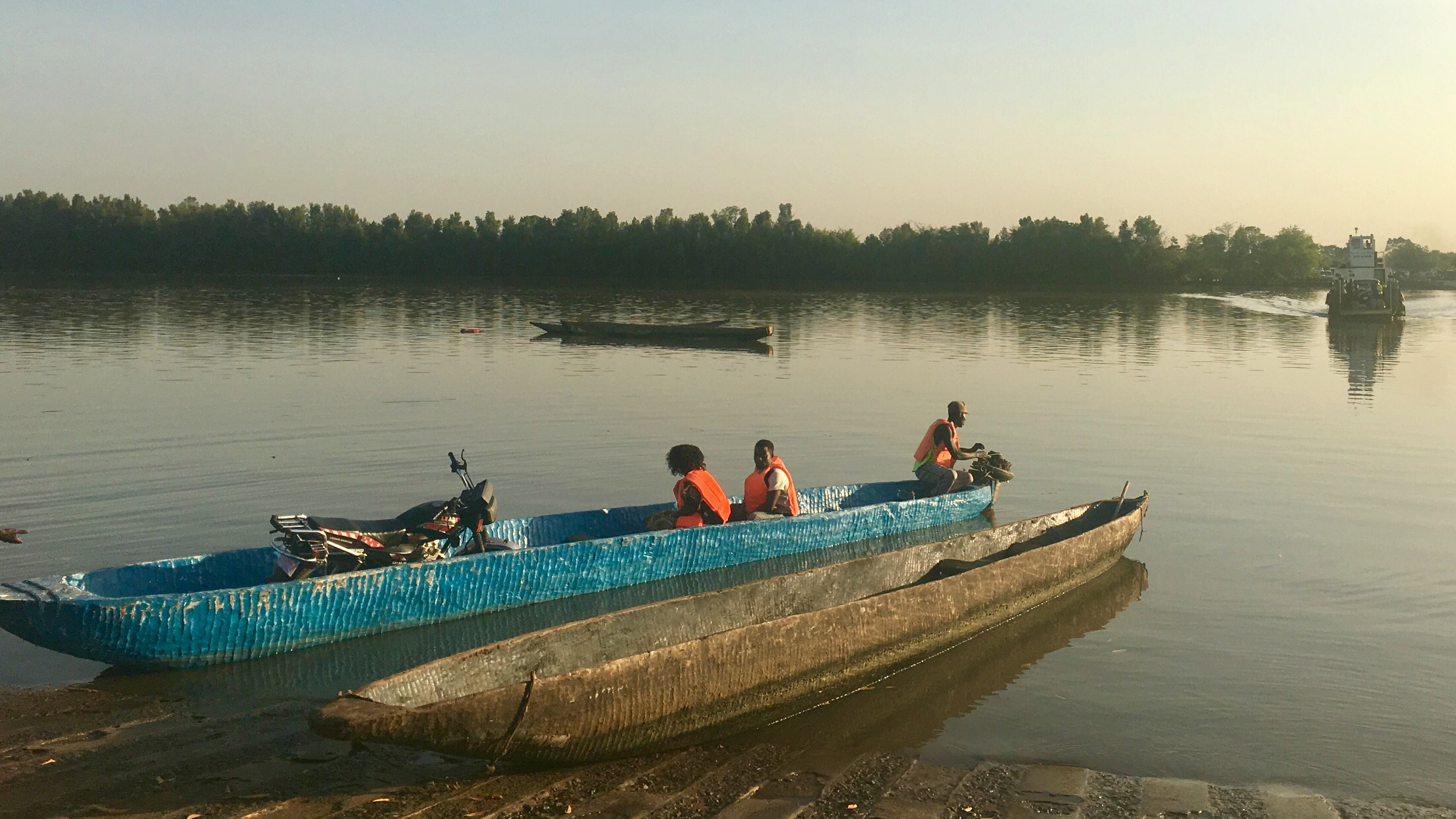
Моторизовані каное та пором, що наближаються до порту Фарім на річці Кашеу, 2018 рік

### Транспорт
Фарім пов'язаний з рештою території дорогою № 3 (N3), яка з'єднує його з Бігеном на заході та Кунтімою на сході. Ще однією важливою магістраллю є регіональна дорога № 2 (R2), яка з'єднує ділянку села Салікіньєдім та місто Мансаба на південь та ділянку села Дунгаль на півночі.
Фарім також має невеликий річковий порт, який з'єднується з портом на протилежному березі річки Кашеу, в селі Салікіньєдім, в секторі Мансаба. Порт Фарім спеціалізується на завантаженні та вивантаженні риби, а також на перевезенні пасажирів та вантажів.

### Зв'язок
Серед радіооператорів є трансляції Національного мовлення Гвінеї-Бісау. Поштові, посилкові та вантажні служби в місті та секторі керуються поштовим відділенням Гвінеї-Бісау .

## Культура та дозвілля
У місті є багато важливих історико-архітектурних пам'яток, більшість з яких успадковані з колоніального періоду, такі як: Пам'ятник Інфанте Енріке, католицька каплиця Фаріма, Олімпійський басейн Фаріма (1958), Пам'ятник жертвам тероризму та ринок Фаріма.
На честь міста було названо кратер на Марсі.